# KkStB 88
| kkStB 88 / BBÖ 88 / ČSD 222.0 / FS 809 | kkStB 88 / BBÖ 88 / ČSD 222.0 / FS 809 | kkStB 88 / BBÖ 88 / ČSD 222.0 / FS 809 | kkStB 88 / BBÖ 88 / ČSD 222.0 / FS 809 |
| -------------------------------------- | -------------------------------------- | -------------------------------------- | -------------------------------------- |
| kkStB 88.28                            |                                        |                                        |                                        |
| Hersteller:                            | Krauss, Linz                           | Krauss, Linz                           | Krauss, Linz                           |
| Anzahl:                                | 47                                     | 47                                     | 47                                     |
| Nummerierung:                          | 88.06–48                               | 88.06–48                               | 88.50–2                                |
| Baujahr:                               | 1882–1883                              | 1882–1883                              | 1885                                   |
| Ausmusterung:                          | 1929 (BBÖ)                             | 1929 (BBÖ)                             | 1929 (BBÖ)                             |
| Bauart:                                | B n2t                                  | B n2t                                  | B n2t                                  |
| Zylinderdurchmesser:                   | 280 mm                                 | 280 mm                                 | 280 mm                                 |
| Kolbenhub:                             | 480 mm                                 | 480 mm                                 | 480 mm                                 |
| Treibraddurchmesser:                   | 1.100 mm                               | 1.100 mm                               | 1.100 mm                               |
| fester Radstand:                       | 2.600 mm                               | 2.600 mm                               | 2.600 mm                               |
| Gesamtradstand:                        | 2.600 mm                               | 2.600 mm                               | 2.600 mm                               |
| Anzahl der Heizrohre:                  | 99                                     | 96                                     | 96                                     |
| Rohrheizfläche:                        | 50,8 m²                                | 49,2 m²                                | 49,2 m²                                |
| Strahlungsheizfläche:                  | 3,9 m²                                 | 3,9 m²                                 | 3,9 m²                                 |
| Rostfläche:                            | 0,90 m²                                | 0,90 m²                                | 0,90 m²                                |
| Dampfdruck:                            | 12 bar                                 | 12 bar                                 | 12 bar                                 |
| Leermasse:                             | 17,3 t                                 | 17,3 t                                 | 18,3 t                                 |
| Reibungsgewicht:                       | 22,0 t                                 | 22,0 t                                 | 23,0 t                                 |
| Dienstgewicht:                         | 24,5 t                                 | 24,5 t                                 | 26,0 t                                 |
| Länge:                                 | k. A.                                  | k. A.                                  | k. A.                                  |
| Höhe:                                  | k. A.                                  | k. A.                                  | k. A.                                  |
| Höchstgeschwindigkeit:                 | 55 km/h                                | 55 km/h                                | 55 km/h                                |

Die Dampflokomotivreihe kkStB 88 war eine Tenderlokomotivreihe der kaiserlich-königlichen Staatsbahnen Österreichs.
Die Lokomotiven dieser Reihe wurden von Krauss in Linz 1882 bis 1885 geliefert. Sie waren für den ökonomischen Verkehr auf Lokalbahnen konzipiert (die 86.50–52 waren etwa für Strecken der ÖLEG bestimmt) und kamen zeitweise auch auf der Wiener Stadtbahn zum Einsatz. Sie dürften sich einigermaßen bewährt haben, da sie in relativ hoher Stückzahl beschafft wurden. Ein Teil der Maschinen wurden nach 1892 neu bekesselt (vgl. Tabelle).
Nach 1918 wurden die Maschinen den PKP, den Eisenbahnen des Königreichs der Serben, Kroaten und Slowenen und den CFR zugeteilt, die ihnen keine eigenen Reihennummern gaben. Außerdem erhielten einen Teil die FS als Reihe 809 und die ČSD als Reihe 222.0 (6 Stück). Zehn Exemplare kamen zu den BBÖ, die sie bis 1929 ausmusterte.
Die kkStB benutzte die Reihennummer 88 schon zuvor, um fünf Lokomotiven der Kaiserin Elisabeth-Bahn (KEB) zu bezeichnen, die die Vorlage für die von der kkStB beschafften 88er bildeten. Die noch vorhandenen Maschinen wurden 1905 in 188.01–04 umgezeichnet. Außerdem vergab sie die Nummern 88.71–72 an Lokomotiven der Böhmischen Nordbahn (BNB), die zum selben Zeitpunkt in 288.71–72 umnummeriert wurden.